# Julio Casares Sánchez
Julio Casares Sánchez (Granada, 26 de setembre de 1877 - Madrid, 1 de juliol de 1964) fou un filòleg, lexicògraf, lexicòleg, diplomàtic, violinista i crític literari espanyol. Va ser membre de la Reial Acadèmia Espanyola i autor del Diccionario ideológico de la lengua española.

## Biografia
Des de jove es va revelar com un virtuós del violí i als nou anys donava un concert en el Teatre Principal de la seva ciutat natal. Va estudiar després Dret i la carrera de violí en Madrid amb José del Hierro i va ingressar en l'Orquestra del Teatre Real en 1896, que va abandonar per cursar la carrera diplomàtica en ingressar per oposició al Ministeri d'Estat, en l'oficina d'interpretació de llengües, de la qual va ser molts anys cap indiscutible no només per la seva situació en l'escalafó, sinó per la seva perícia com políglota. Va començar aprenent l'alemany i va acabar dominant les llengües eslaves. El francès va arribar a ser tan natural per a ell com la seva llengua de naixement. Manejava fins a divuit idiomes, i fins i tot el japonès, que va aprendre a París.
El 1915 ascendeix a intèrpret de primera classe, sent cap d'interpretació de llengües del Ministeri d'Estat. El 1919 va ser nomenat agregat de la Delegació espanyola en Tòquio. El 23 d'agost de 1934 el president de la República, Niceto Alcalá-Zamora y Torres, el nomena delegat suplent d'Espanya en la quinzena Assemblea de la Societat de Nacions de Ginebra, on va ser nomenat director de la revista Revue Pedagogique que hi editava la Societat de Nacions.
Després de la Guerra Civil Espanyola, el 20 de juny de 1939, el Tribunal Seleccionador declara que és "admès directament al servei actiu" i el consolida en el càrrec de Traductor en Cap de l'Oficina d'Interpretació de Llengües del Ministeri d'Afers exteriors. Francisco Franco, en el Decret de 1944, a proposta del Ministre d'Afers exteriors, Francisco Gómez-Jordana Sousa, li va concedir la gran creu de l'Orde d'Isabel la Catòlica.
Va ingressar en la Reial Acadèmia Espanyola el 1919 versant el seu discurs d'ingrés sobre el tema "Nuevo Concepto del Diccionario de la Lengua". Posteriorment fou secretari perpetu de la RAE. La rèplica va ser realitzada per Antoni Maura i Montaner.
Després de l'èxit del seu llibre Crítica profunda: Valle-Inclán, Azorín, Ricardo León es va convertir en un reconegut crític literari i va col·laborar habitualment al diari ABC.

## Obres
- Diccionario ideológico de la lengua española (1942)
- Crítica profana: Valle-Inclán, Azorín, Ricardo León (1914)
- Crítica efímera (1918-1919)
- Índice de lecturas (1919)
- Nuevo concepto del diccionario de la lengua (1941)
- Cosas del lenguaje. Etimología, lexicología y semántica (1943)
- El humorismo y otros ensayos (1961)
- Semântica e lexicografía, Alfa. Revista de Lingüística São Paulo, 28, supl. (1984), 71-101.
- Ante el proyecto de un diccionario histórico. Algunas consideraciones preliminares, Boletín de la Real Academia Española, XXVIII (1948), 7-25, 177-224.
- Contribución extranjera a la lexicografía española (Dos hispanistas holandeses), en Casares, Julio, El idioma como instrumento y El diccionario como símbolo, Gráficas Barragán, Madrid, 1944, pág. 67-72.
- Crítica constructiva, en Casares, Julio, El idioma como instrumento y El diccionario como símbolo, Gráficas Barragán, Madrid, 1944, pág. 35-40.
- El Diccionario de la Academia califica de americanismos muchos vocablos que no lo son. Modificaciones que introdujo un auxiliar o corrector del Diccionario, Cervantes [La Habana], XVI, 5-6 (mayo-junio de 1941), 30-31.
- El diccionario histórico de la lengua española, Boletín de la Real Academia Española, XL (1960), 141-143.
- El diccionario visto desde América. El diccionario como símbolo, en Casares, Julio, El idioma como instrumento y El diccionario como símbolo, Gráficas Barragán, Madrid, 1944, pág. 27-33.
- El diccionario visto desde América Soluciones, en Casares, Julio, El idioma como instrumento y El diccionario como símbolo, Gráficas Barragán, Madrid, 1944, pág. 59-64.
- El idioma como instrumento y El diccionario como símbolo, Gráficas Barragán, Madrid, 1944.
- El seminario de lexicografía. Su justificación y cometido, Boletín de la Real Academia Española, XXVI (1947), 169-191.
- Introducción a la lexicografía moderna, (Wartburg, Walther von, prólogo), CSIC. Patronato Menéndez Pelayo. Instituto Miguel de Cervantes, Madrid, 1950, XV + 354 p. (Revista de Filología Española, Anejo LII). 2.ª ed.,(Wartburg, Walther von, pról.), CSIC, Madrid, 1969. 3.ª ed.,(Wartburg, Walther von, pról.), CSIC, Madrid, 1992, (Textos Universitarios, 17).
- La Academia Española trabaja, Boletín de la Real Academia Española, XXXIX, (CLVII) (mayo-agosto de 1959).
- La Academia Española trabaja: El diccionario histórico de la lengua española, Boletín de la Real Academia Española, XL, (CLIX) (1960), 135-143.
- La Real Academia Española vista por dentro, en Casares, Julio, Nuevo concepto del diccionario de la lengua y otros problemas de lexicografía y gramática, Espasa-Calpe, Madrid, 1941, pág. 171-194. (Obras completas, 5).
- Los americanismos y el léxico oficial, en Casares, Julio, El idioma como instrumento y El diccionario como símbolo, Gráficas Barragán, Madrid, 1944, pág. 53-58.
- Los provincialismos y sus problemas, en Casares, Julio, El idioma como instrumento y El diccionario como símbolo, Gráficas Barragán, Madrid, 1944, pág. 41-45.
- Novedades en el diccionario académico. La Academia Española trabaja, Aguilar, Madrid, 1963, 197 p. 2.ª ed.,Aguilar, Madrid, 1965.
- Nuevo concepto del diccionario de la lengua y otros problemas de lexicografía y gramática, (Rodríguez Marín, Francisco, Prólogo), Espasa-Calpe, Madrid, 1941, 304 p. (Obras completas, 4).
- Nuevo concepto del diccionario de la lengua, en Casares, Julio, Nuevo concepto del Diccionario de la lengua y otros problemas de lexicografía y gramática, Espasa-Calpe, Madrid, 1941.
- Problemas de Prosodia y Ortografía en el Diccionario y en la Gramática, Boletín de la Real Academia Española, XXXI y XXXII, 371-452 y 7-26 (1951 i 1952).
- Provincialismos y americanismos, en Casares, Julio, El idioma como instrumento y El diccionario como símbolo, Gráficas Barragán, Madrid, 1944, pág. 47-52.
- Qué es lo "moderno" en lexicografía, Boletín de la Real Academia Española, XXXI, C (1951), 7-21.
- Un inventario del idioma (Génesis, calvario y epifanía), en Casares, Julio, El idioma como instrumento y El diccionario como símbolo, Gráficas Barragán, Madrid, 1944, pág. 73-86.
- Nuevo concepto del diccionario de la lengua, [Real Academia Española-G. Koehler], Madrid, 1921.